# Loriga
Loriga è una freguesia (frazione) e una vila portoghese, con 36,52 km², di 1 367 abitanti (2005), ha più di 2100 anni, situata nel comune di Seia nel distretto di Guarda, nelle montagne Serra da Estrela. Conosciuta come Lobriga dai lusitani e Lorica dai romani. Si trova al di sopra dei 770 m s.l.m. 
Loriga è parte del Parco Naturale della Serra da Estrela (Catena montuosa della Stella).

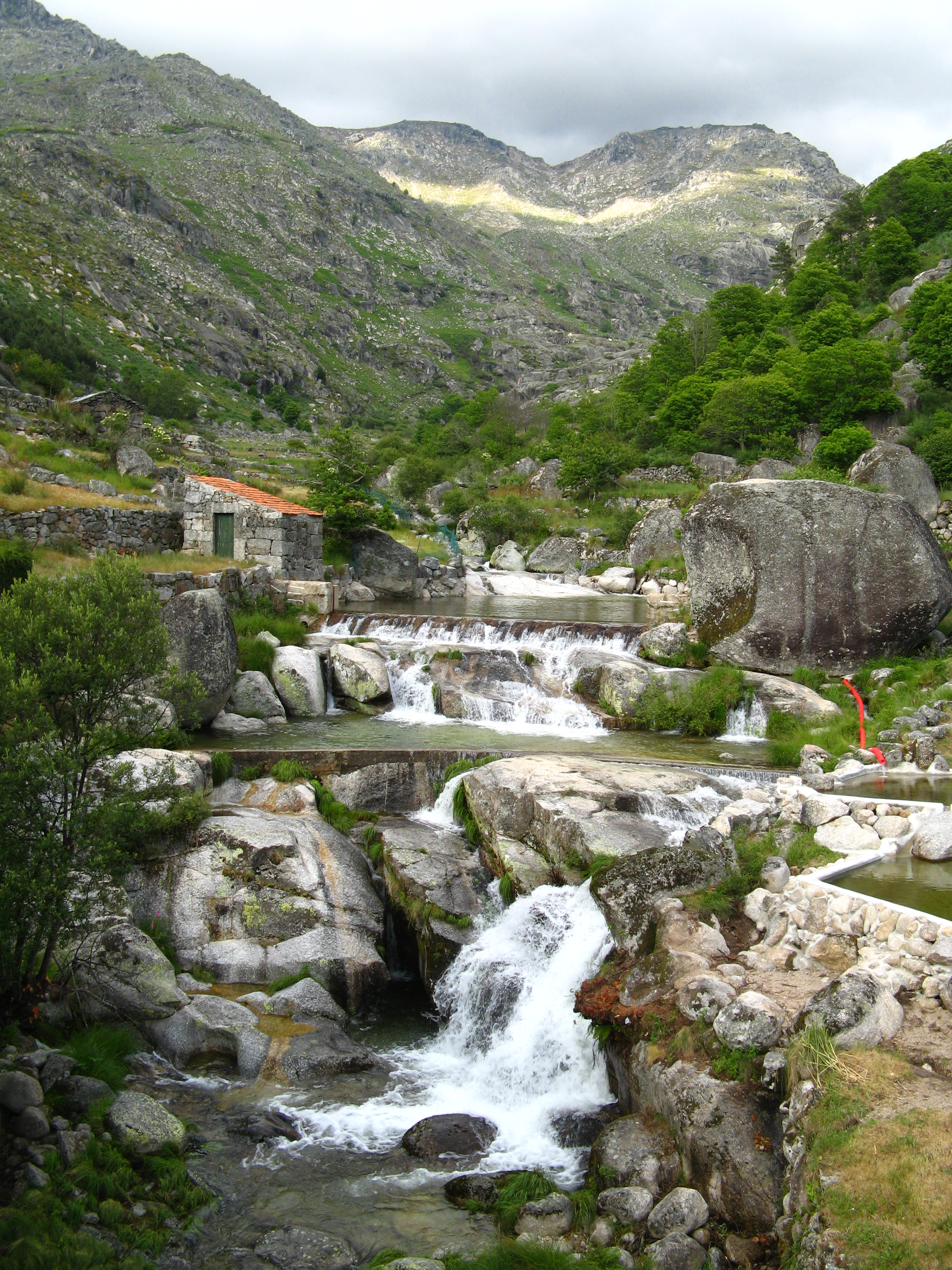
Loriga, nelle montagne della Serra da Estrela.

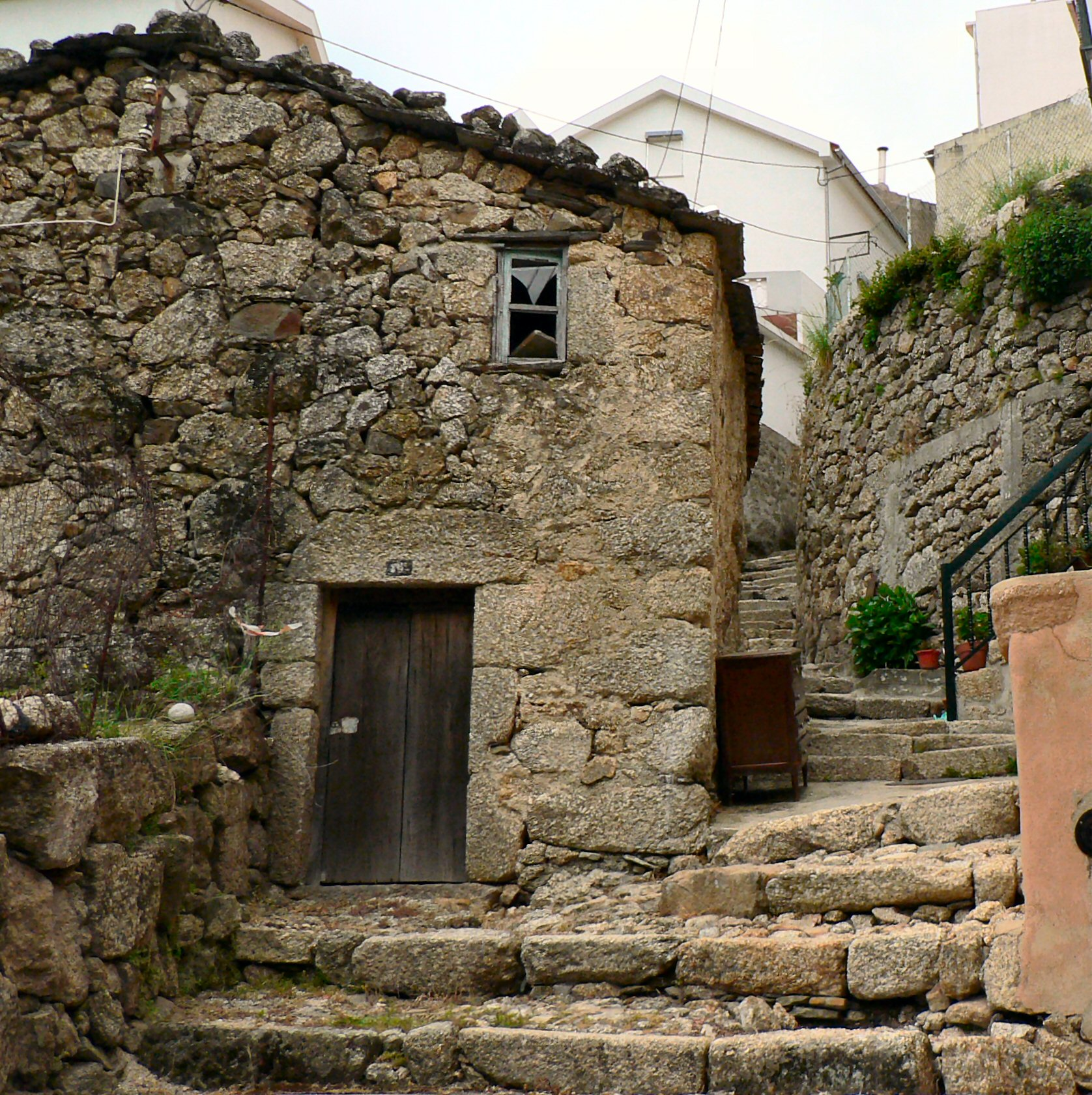
Sentiero e casa di granito a Loriga